# Fontaine Béraudier
La fontaine dite fontaine Béraudier est une sculpture contemporaine et une fontaine de Jean-Robert Ipoustéguy, inaugurée en 1987, et démontée en 2016. Place Charles-Béraudier devant la Gare de Lyon-Part-Dieu à Lyon. Jean-Robert Ipoustéguy est également l'auteur d'une autre sculpture-fontaine à proximité, Le Soleil, place Louis-Pradel.

## Description
La sculpture consiste en une sorte de lion couché — l'eau jaillissant de sa bouche — entouré de deux sortes de pyramides à base triangulaire. La sculpture n'est plus utilisée comme fontaine et est dans un état considéré comme dégradé ; la non-utilisation de la sculpture est ancienne et est un exemple du rapport compliqué de l'art public avec l'eau selon Orianne Privault.
Le démontage
Du 15 février au 24 mars 2016 , la fontaine est désamiantée. Puis, le 4 avril, elle est démontée. La sculpture ne reviendra pas sur la place.